# گره‌گشایی
گره‌گشایی در اصطلاح ادبیات داستانی و ادبیات نمایشی، به حادثه یا حوادثی اطلاق می‌گردد که به دنبال اوج داستان یا نمایشنامه روی می‌دهد و باعث گشایش گره‌افکنی‌های پیشین می‌گردد و معمولاً سرنوشت قهرمان یا شخصیت‌ها را معلوم می‌کند. به عنوان مثال: می‌توان به داستان داش آکل نوشتهٔ صادق هدایت اشاره کرد، هنگامیکه کشته شدن داش آکل به دنبال اوج داستان یعنی عروسی مرجان روی می‌دهد، گره‌گشایی داستان است.